# Ilha da Laje (ö i Brasilien)
Ilha da Laje (portugisiska: Ilha Laje) är en ö i Brasilien.   Den ligger i delstaten Rio de Janeiro, i den sydöstra delen av landet, 900 km sydost om huvudstaden Brasília.
Runt Ilha da Laje är det i huvudsak tätbebyggt. Runt Ilha da Laje är det mycket tätbefolkat, med 2 345 invånare per kvadratkilometer.